# 曹涵
曹涵，直隶武清县（今天津市武清区）人。清朝翰林。
十五岁入京读书，康熙六十年（1722年）中式辛丑科进士，选翰林院庶吉士。雍正元年（1723年）授检讨，充《大清一统志》纂修官，并督修畿辅水利。